# アレクセイ・ドゥーシュキン
アレクセイ・ドゥーシュキン（Alexey Dushkin, 1904年12月24日 - 1977年10月8日）は、ロシアの建築家。
スターリン時代の優秀な人材の一人で、代表作であるモスクワ地下鉄ザモスクヴォレーツカヤ線のマヤコフスカヤ駅で、世界建築博覧会グランプリを受賞している。
その他の作品として、同じくモスクワ地下鉄ソコーリニチェスカヤ線のクロポトキンスカヤ駅、ロシア連邦運輸機関建設省オフィス棟などがある。